# Ognjen Vukojević
Ognjen Vukojević (nascut el 20 de desembre de 1983 en Bjelovar) és un futbolista croat que juga com centrecampista defensiu. El seu club actual és l'Àustria de Viena